# Atahualpa
Atahualpa, bautizado Francisco (Cuzco o Quito, c. 1500-Cajamarca, 26 de julio de 1533), fue un príncipe inca, caudillo militar y el último soberano independiente del Tahuantinsuyo, aunque nunca fue coronado oficialmente ni plenamente reconocido. Tras vencer a su hermano Huáscar en la guerra civil incaica, fue capturado en Cajamarca por los conquistadores españoles encabezados por Francisco Pizarro y ejecutado meses después.
Hijo de Huayna Cápac, su acceso al poder estuvo marcado por la crisis sucesoria que siguió a la muerte de su padre y de Ninan Cuyuchi, el heredero designado. Mientras Huáscar era proclamado emperador en el Cusco, la capital del imperio, Atahualpa ejercía el mando político y militar en el norte del imperio, con sede en Quito. Debido a distintos conflictos políticos y sociales, Atahualpa inició un levantamiento contra el gobierno cusqueño, dando inicio a la guerra civil incaica. A inicios de la misma, se autoproclamó y coronó como emperador en Inca-Caranqui. Tras largas y cruentas campañas, logró vencer y capturar a Huáscar en 1532, cerca del Cuzco.
Cuando se dirigía al Cuzco para formalizar su coronación, Atahualpa recibió noticias de la llegada de los españoles. Se estableció en Cajamarca, donde aceptó una invitación de Francisco Pizarro para reunirse con él. Pizarro capturó a Atahualpa por medio de un ardid, mientras el plan de Atahualpa para capturar a los españoles fracasó. Atahualpa ofreció pagar un enorme rescate a cambio de su liberación y Pizarro aceptó su oferta. Ordenó traer a su hermano Huáscar, pero temeroso de que Huáscar se uniera con los españoles, mandó a ejecutarlo. Pese a cumplir su parte, Atahualpa fue acusado de traición y del asesinato de Huáscar. Condenado a la hoguera, su pena fue conmutada a estrangulamiento tras aceptar el bautismo y recibir el nombre de Francisco.
Aunque nunca ostentó la mascapaicha ni fue reconocido por la nobleza del Cuzco, Atahualpa es considerado el último gobernante del Tahuantinsuyo.

## Nombre

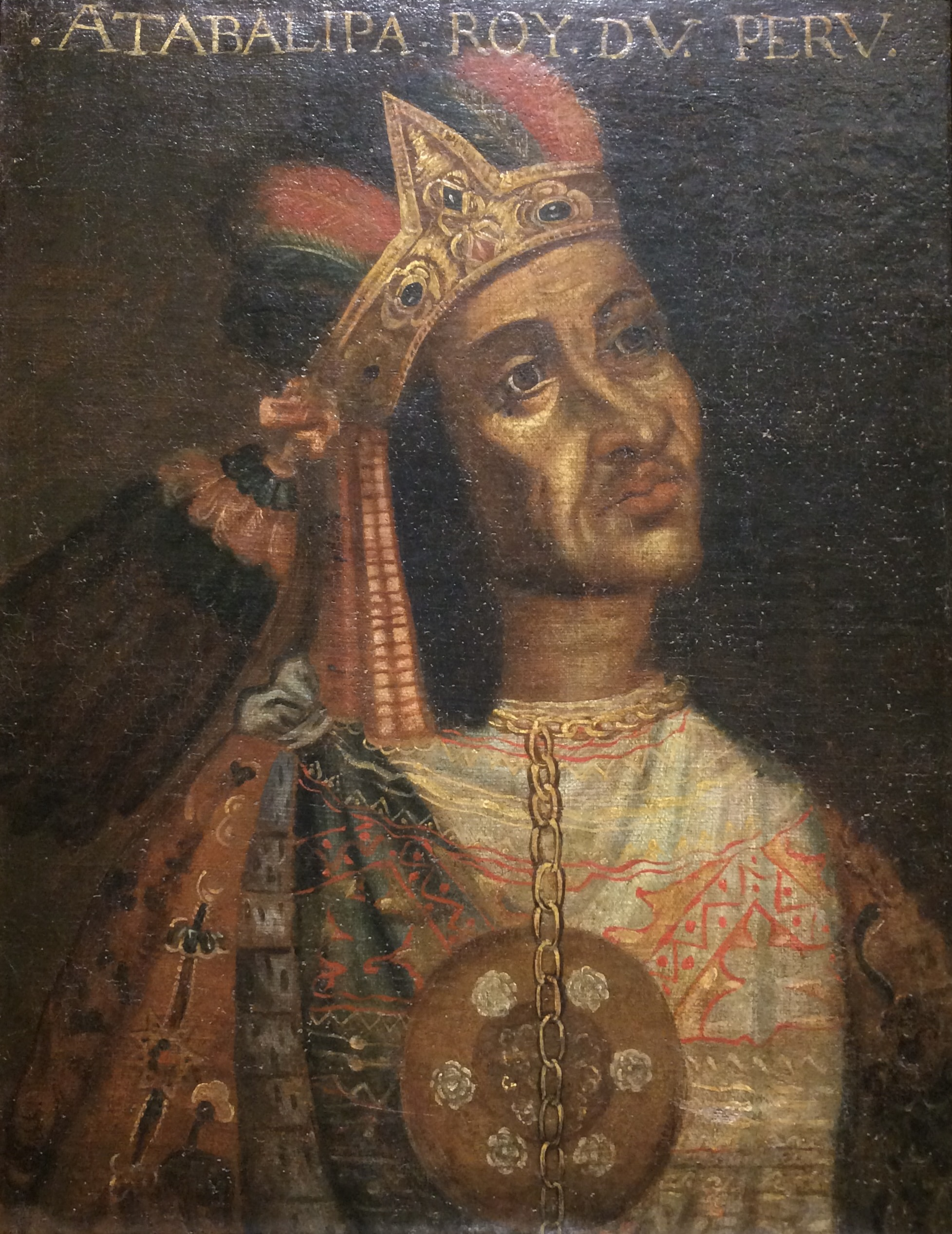
Atabalipa Roy Du Peru (s. XVII), óleo sobre lienzo de autor anónimo. MuNa, Quito.

El nombre del soberano presenta relativa gran variación en las fuentes del siglo XVI, incluyendo <Atabalipa ~ Atapaliba ~ Atapallipa ~ Atabalpa ~ Atagualpa ~ Ataguallpa ~ Atahualpa ~ Atahuallpa ~ Atabalica ~ Tavalipa>. Salvo las dos últimas formas, que pueden considerarse errores, todas las formas son consistentes con reconstruir */atawaʎpa/ (en ortografía moderna quechua: Atawallpa).
En cuanto a su etimología, existía un enigma en tanto desde el primer diccionario quechua de 1560, se reportó consistentemente atawallpa (<atapallipa ~ atapáliba ~ ataguallpa ~ atahuallpa>) y wallpa (<guallpa ~ huallpa>) para referir a las gallinas (Gallus gallus domesticus). Comenzando por el jesuita Joseph de Acosta, muchos historiadores han asumido que la cadena etimológica era del término común al antropónimo, a pesar de que tal especie aviar no existía en el Nuevo Mundo antes de la llegada de los europeos. Así, se ha glosado el nombre completo del inca como 'gallo feliz'. Inclusive, no pocos historiadores han llegado a proyectar anacrónica y etnocéntricamente la noción de 'cobardía' al nombre del inca. Contemporáneamente, por el contrario, los filólogos andinos consideran más plausible el camino inverso, reportado ya por Blas Valera (citado en los Comentarios reales): producido el contacto, se habría adoptado en quechua colonial el nombre del inca para referir a las gallinas.
Descartado el zoónimo como étimo, Rodolfo Cerrón-Palomino ha propuesto un análisis a partir de otros términos glosados en las fuentes coloniales: *ata ‘señalado, elegido’, el sufijo atributivo aimara *-wi y *wallpa ‘diligente, aplicado’.. Adicionalmente, puesto que ninguna de las dos raíces mencionadas puede reconstruirse al idioma protoquechua ni al protoaimara, el lingüista huancaíno ha propuesto que estas serían originalmente del idioma puquina. Mientras el descarte del zoónimo como étimo sí lo es, esta última atribución no es consensual entre los especialistas.

## Origen

### Nacimiento
Existen dudas sobre el origen de Atahualpa. El desacuerdo se centra principalmente en su lugar de nacimiento. A continuación se muestran las versiones de algunos cronistas e historiadores:
El cronista y soldado Pedro Cieza de León, a partir de sus investigaciones entre los miembros de la nobleza incaica de Cuzco, afirmó que Atahualpa había nacido en Cuzco y que su madre fue Tuto Palla o Túpac Palla (nombres quechuas), una «india quilaco» o «natural [de] Quilaco». Este gentilicio podría aludir a una etnia de la provincia de Quito e implicaría que se trataba de una esposa de segunda categoría, perteneciente a la élite regional. Cieza de León rechazó que Atahualpa hubiera nacido en Quito o Caranqui y que su madre fuera la señora de Quito, como algunos en su tiempo afirmaban, ya que Quito era una provincia del Tahuantinsuyo cuando nació Atahualpa. Por lo tanto, sus reyes y señores eran los incas.
Según Juan de Betanzos, Atahualpa nació en Cuzco y su madre era una ñusta (princesa inca) cuzqueña del linaje de Ynga Yupangue (Pachacútec).
El cronista indígena Juan de Santa Cruz Pachacuti y el español Bernabé Cobo también afirmaron que Atahualpa nació en Cuzco.
Inca Garcilaso de la Vega y otros cronistas como Pedro Pizarro, Agustín de Zárate, Pedro Gutiérrez de Santa Clara y Francisco López de Gómara afirmaron que la madre de Atahualpa era una princesa del Reino de Quito e implican que Atahualpa nació en Quito. Pero existen dudas sobre la existencia del Reino de Quito, y ninguno de estos cronistas menciona el nombre de la princesa.
En el siglo XVIII el sacerdote Juan de Velasco, usando como fuente una obra de Marcos de Niza cuya existencia no ha sido confirmada, recopiló información sobre el Reino de Quito (cuya existencia tampoco ha sido confirmada). Según de Velasco el Reino de Quito estaba formado por la etnia de los shyris o scyris y desapareció al ser conquistado por los incas. Esa obra incluye una lista de los reyes de Quito, el último de los cuales, Cacha Duchicela, habría sido el curaca (cacique inca) derrotado y muerto por el inca Huayna Cápac. Paccha, la hija de Cacha Duchicela, se habría desposado con Huayna Cápac, y de esa unión habría nacido Atahualpa como hijo legítimo. Varios historiadores, como el peruano Raúl Porras Barrenechea y el ecuatoriano Jacinto Jijón y Caamaño, han rechazado esta versión por carecer de fundamento histórico y arqueológico.
La mayoría de los historiadores peruanos sostiene que, según las crónicas más confiables (Cieza, Sarmiento y Betanzos; que tomaron sus informes de primera mano), Atahualpa nació en Cuzco y su madre fue una princesa de linaje inca. Estos historiadores consideran que el bando de Huáscar inventó la versión del origen quiteño de Atahualpa para mostrarlo ante los españoles como un usurpador y bastardo. También creen que muchos cronistas interpretaron la división del imperio entre los dos hijos de Huayna Cápac (Huáscar, el primogénito y heredero legítimo; y Atahualpa, el bastardo y usurpador) de acuerdo con su concepción europea u occidental de las costumbres políticas. Según Rostworowski esto es erróneo porque el derecho al trono inca no dependía exclusivamente de la primogenitura ni de la línea paterna (el hijo de la hermana del Inca podía también ser heredero), sino que influían también consideraciones prácticas como la capacidad para el mando.
Los historiadores ecuatorianos tienen opiniones enfrentadas:
- Según Hugo Burgos Guevara, el hecho de que Túpac Yupanqui naciera en Vilcashuamán y su hijo Huayna Cápac en Tomebamba parece indicar que Atahualpa nació en Quito como parte de una política expansionista del imperio y como una manera de reforzar una conquista de índole político-religiosa.[31]
- Otros historiadores ecuatorianos, como Enrique Ayala Mora,[32] consideran más probable que Atahualpa naciera en Carangue o Caranqui, en la actual provincia de Imbabura, en el cantón Ibarra (Ecuador). Basan esta idea en las crónicas de Fernando de Montesinos[33] y Pedro Cieza de León (aunque este último menciona dicha versión para refutarla, a favor de la de Cuzco).
- Tamara Estupiñan Viteri, historiadora que ha publicado numerosos trabajos respecto a Atahualpa y su círculo cercano en aquel tiempo, sostiene que nació en Cuzco.[34][35]

La siguiente tabla resume las versiones de varios cronistas e historiadores:
| Cronista o historiador       | Origen de Atahualpa | Resumen de su versión | Datos sobre fiabilidad |
| ---------------------------- | ------------------- | --- | --- |
| Juan de Betanzos             | Cuzqueño            | Atahualpa nació en Cuzco mientras su padre se hallaba en campaña en el Contisuyo. Su madre era la ñusta Palla Coca.                                                            | Dominaba el quechua y se casó con Cuxirimay Ocllo o Angelina Yupanqui, la prima y prometida de Atahualpa.                                                                             |
| Pedro Cieza de León          | Cuzqueño            | Atahualpa y Huáscar nacieron en Cuzco. Según la versión más difundida que oyó su madre era una india quilaco.                                                                  | Se basa en testimonios orales de nobles incas. Ha sido llamado el «príncipe de los cronistas españoles».                                                                              |
| Francisco López de Gómara    | Quiteño             | La madre de Atahualpa era quiteña. | Nunca estuvo en Perú y solo reproduce información de otros cronistas. |
| Pedro Sarmiento de Gamboa    | Cuzqueño            | La madre de Atahualpa fue Tocto Coca, del linaje Hatun Ayllu. | Consultó personalmente a los nobles cuzqueños, con los que Atahualpa tenía buena relación.                                                                                            |
| Inca Garcilaso de la Vega    | Quiteño             | La madre de Atahualpa era la princesa heredera del Reino de Quito, y Atahualpa nació allí.                                                                                     | La exactitud histórica de su obra está cuestionada. |
| Felipe Guamán Poma de Ayala  | ?                   | Atahualpa era un auquicona (príncipe) bastardo y su madre era de la etnia chachapoyas (norte del actual Perú).                                                                 | La información de su obra suele ser confusa y contradictoria. |
| Juan de Santa Cruz Pachacuti | Cuzqueño            | La madre de Atahualpa era la ñusta Tocto Ocllo Coca. Atahualpa nació en Cuzco antes de que Huayna Cápac viajara al norte.                                                      | Cronista indígena conocedor del quechua. |
| Bernabé Cobo                 | Cuzqueño            | Atahualpa nació en Cuzco y su madre era la ñusta Tocto Coca. | Escribió en el siglo XVII recopilando la información que a su juicio era más confiable.                                                                                               |
| Agustín de Zárate            | ?                   | La madre de Atahualpa era quiteña. No implica que Atahualpa concluyentemente naciera en Quito.                                                                                 | Su información es escueta. |
| Miguel Cabello Balboa        | Cuzqueño            | Cuando Huayna Cápac hizo su último viaje de Cuzco a Quito llevó consigo a Atahualpa, debido a que la madre de este había muerto. Esto implicaría que Atahualpa nació en Cuzco. | Es una fuente independiente que concuerda con la de los cronistas más confiables. |
| Juan de Velasco              | Quiteño             | La madre de Atahualpa era una princesa shyri del Reino de Quito que se llamaba Paccha y era una de las cuatro esposas legítimas de Huayna Cápac.                               | Los historiadores Raúl Porras Barrenechea y Jacinto Jijón y Caamaño han refutado esta versión por carecer de base histórica. Además, de Velasco es un autor muy tardío (siglo XVIII). |

## Infancia y juventud
Atahualpa pasó su infancia con su padre en Cuzco. Al comenzar su adolescencia pasó por el warachikuy, un rito de iniciación que marcaba el paso a la edad adulta.
Cuando Atahualpa tenía trece años se produjo en el norte del imperio una rebelión de dos pueblos de esa región, los caranquis y los cayambis. Junto con su padre y su hermano Ninan Cuyuchi marchó al frente del ejército incaico hacia las provincias del norte (región de Quito). Quedaron en Cuzco cuatro gobernadores, entre ellos Huáscar. Atahualpa se quedó en Quito con su padre durante más de diez años, ayudándole a sofocar las rebeliones y a conquistar nuevas tierras. Para ello contó con el apoyo de hábiles generales incas, como Chalcuchímac y Quizquiz. Durante este período aprendió las tareas del gobierno y ganó prestigio por el valor que desplegaba en las acciones bélicas.
Los cronistas describen a Atahualpa como alguien de «vivos razonamientos y con mucha autoridad».

## Guerra civil incaica

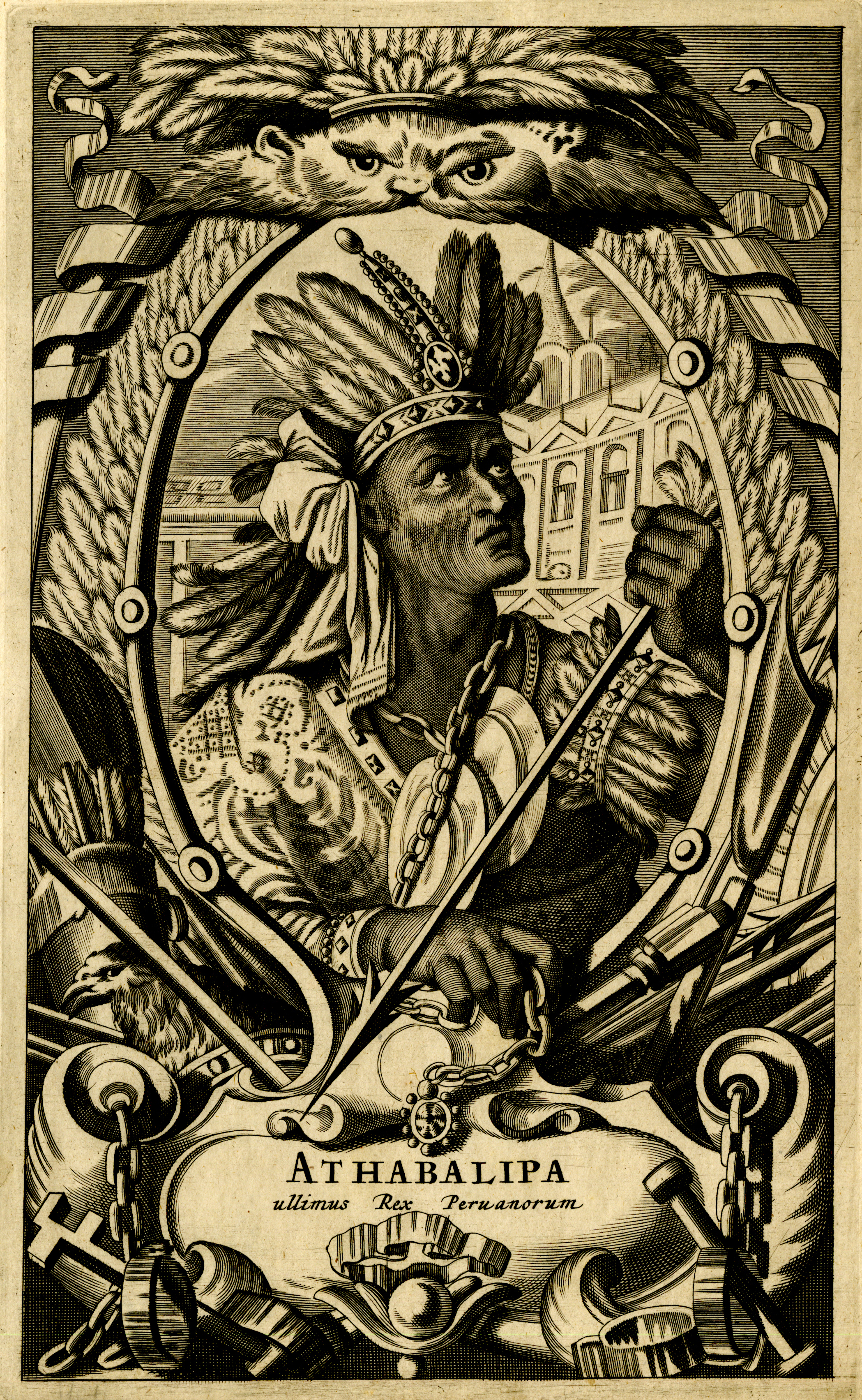
Grabado adornado que ilustra un retrato de Atahualpa.

### Precedentes
En torno a 1525 Huayna Cápac murió en Quito de una enfermedad desconocida, posiblemente la viruela. La misma enfermedad mató en Tomebamba a Ninan Cuyuchi, que había sido designado heredero del imperio. La epidemia llegó a Cuzco y mató a dos de sus cuatro gobernadores. Huáscar sobrevivió, se convirtió en el preferido de los cuzqueños para asumir el gobierno y fue entronizado.
Atahualpa permaneció en el norte del imperio, subordinado al gobierno de Cuzco. Pidió a su hermano Huáscar que le nombrara incap rantin (gobernador) de Quito, y este se lo concedió entre 1527 y 1528. Huáscar le encargó el mando de una campaña militar para someter a los pueblos huancavilca y puná, que se negaban a pagar tributos.
En Cuzco se produjo un golpe de Estado fallido. Huáscar acusó infundadamente de sedición a los nobles que habían llevado a Cuzco la momia de Huayna Cápac, les torturó y les mató. Esto le atrajo la enemistad de la panaca (grupo aristocrático) Hanan Cuzco, de la que eran miembros los nobles ejecutados. Huáscar quiso entonces pasarse al bando de los Hurin Cuzco, rivales de los Hanan Cuzco.
Preocupado por la estrecha relación de Atahualpa con el poderoso ejército norteño, Huáscar le ordenó regresar a Cuzco. Los generales norteños temieron que Huáscar quisiera ejecutarle y le convencieron de que no acudiera. Atahualpa envió a Huáscar emisarios con obsequios como muestra de buena fe, pero este tomó los obsequios como una afrenta. Torturó a los emisarios y les envió de regreso con regalos infamantes (vestidos y joyas de mujer). Atahualpa se enojó ante esta ofensa y marchó hacia Cuzco con las veteranas legiones quiteñas. Huáscar envió a su propio ejército al norte, iniciándose así la guerra civil inca.
Atahualpa contaba con el apoyo del ejército incaico del norte, formado por soldados quiteños y comandado por los generales Quizquiz y Chalcuchímac. También le apoyaban varios pueblos del norte del imperio incaico (pastos, carangues y cayambis), deseosos de vengarse de las masacres cometidas por los cuzqueños años antes durante la guerra de conquista incaica. Huáscar contaba con el ejército incaico de Cuzco y sus aliados del sur del imperio, y sus fuerzas eran más numerosas. Sin embargo, debido a las intrigas de los nobles cuzqueños descontentos con Huáscar, varios jefes que inicialmente apoyaban a Huáscar se cambiaron de bando durante la guerra, equilibrando las fuerzas de ambos bandos.

### La guerra
Según los cronistas durante la guerra hubo quince batallas, pero sus versiones son contradictorias.
Según el cronista Pedro Pizarro, Huáscar envió al norte un ejército que sorprendió a Atahualpa en Tomebamba y le derrotó. Atahualpa fue capturado y encerrado en un tambo (albergue quechua), pero logró fugarse. Posteriormente, el propio Atahualpa difundió la leyenda de que su padre, el Sol, le ayudó a huir convirtiéndole en serpiente, lo que le permitió escaparse por un pequeño agujero. Durante su cautiverio perdió una oreja. Desde entonces llevaba una manta sobre la cabeza atada al mentón para ocultar la mutilación. Según el cronista Miguel Cabello de Balboa es inverosímil que Atahualpa fuera capturado ya que los seguidores de Huáscar le habrían ejecutado de inmediato.
Atahualpa regresó a Quito y reunió un gran ejército. Atacó enseguida Tomebamba, derrotó a sus defensores y arrasó la ciudad y las tierras circundantes de los cañari. Llegó a Tumbes, desde donde planeó un asalto a la isla Puná en balsas de guerra. Durante la operación naval Atahualpa fue herido en una pierna y regresó a tierra firme. Aprovechando su retirada, los habitantes de Puná atacaron Tumbes y la arrasaron (así fue como la encontraron los españoles a principios de 1532).
Avanzando desde Cuzco al mando del general Atoc, el ejército de Huáscar atacó y derrotó a Atahualpa en la batalla de Chillopampa. Los generales de Atahualpa reaccionaron rápidamente. Reunieron a sus tropas dispersas, contraatacaron y vencieron a Atoc de forma contundente en Mullihambato. Capturaron a Atoc, le torturaron y le ejecutaron.
Las fuerzas de Atahualpa siguieron obteniendo victorias gracias a la habilidad estratégica de Quizquiz y Chalcuchímac. Atahualpa empezó un lento avance hacia Cuzco, y estando en Marcahuamachuco, envió un emisario a consultar al oráculo de la huaca (deidad) Catequil, que le vaticinó que tendría un mal fin. Furioso por la profecía, fue al santuario, mató al sacerdote y ordenó destruir el templo. Recibió entonces las primeras noticias de la presencia en el imperio de la expedición de Francisco Pizarro.
Huáscar nombró como nuevo general de su ejército a Huanca Auqui, que fue derrotado por Quizquiz y Chalcuchímac en Cusipampa, Cochahuaila, Bombón, y Yanamarca (valle del Mantaro). Huáscar nombró entonces como nuevo general a Mayta Yupanqui, pero su situación adversa no revirtió.
Ante el avance de Atahualpa, Huáscar salió de Cuzco para conducir a sus tropas personalmente. Contaba con las fuerzas aliadas del Contisuyo y Collasuyo. Las últimas batallas de la guerra se libraron en los alrededores de Huanacopampa o Cotabamba, cerca de Cuzco. Huáscar fue derrotado, capturado, y tratado de manera cruel. Las tropas de Quizquiz y Chalcuchímac tomaron Cuzco. Los miembros de la familia de Huáscar y de otras panacas cuzqueñas fueron torturados y ejecutados.Los quipucamayoc del Cuzco fueron asesinados y los quipus fueron quemados por los hombres de Atahualpa para borrar de la memoria la vida de Huáscar y reescribir la historia.

## Captura

### El espía
En 1532 los españoles llegaron a Poechos, una comunidad tallán gobernada por el curaca Maizavilca. En este lugar, los españoles se enteraron de la existencia de Atahualpa y tuvieron información de la guerra civil que se dio en el imperio. Maizavilca, al enterarse de la intención de los españoles de fundar una ciudad, se puso de acuerdo con otros curacas del lugar y se envió mensajeros a Atahualpa para informarle de la presencia de los españoles. Al enterarse del asunto, Atahualpa envió a Ciquinchara para que le informara. Ciquinchara se disfrazó de vendedor de pacaes, pero Hernando Pizarro al desconfiar de este lo empujó formándose un alboroto que aprovechó Ciquinchara para escapar e informar a Atahualpa sobre los españoles indicando que tres de ellos podían ser conservados para la utilidad del imperio tras exterminar a los demás.

### La embajada española

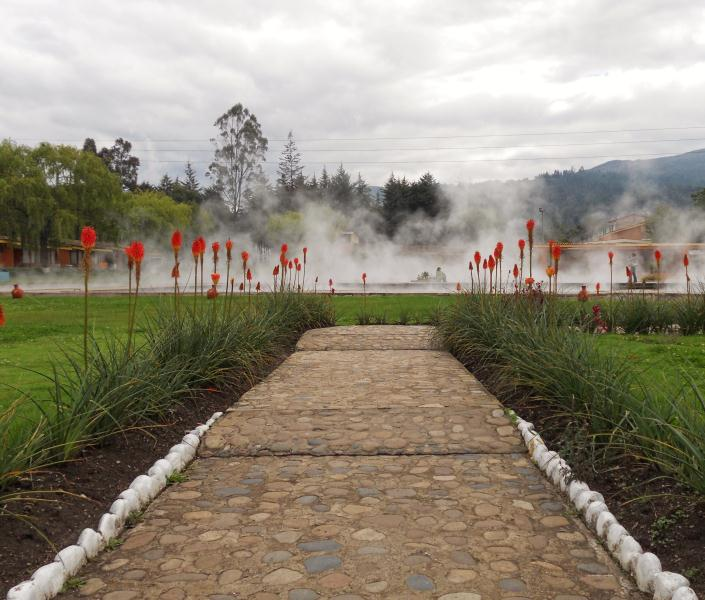
Entrada a las fuentes termales de los Baños del Inca.

Mientras sus generales marchaban hacia Cuzco, Atahualpa se dirigió a Pultumarca (actual Baños del Inca, a 6 km de Cajamarca). Según Pedro Cieza de León tomó esa decisión al enterarse de la presencia de la expedición de Pizarro en Tumbes y Piura. Cuando llegó a Pultumarca acampó con sus tropas e invitó a Pizarro a encontrarse con él. Pizarro aceptó la invitación y llegó a Cajamarca el 15 de noviembre de 1532 al mando de dos escuadrones de caballería y dos de infantería. Pizarro envió a Hernando de Soto con veinte jinetes y un intérprete a informar a Atahualpa de que estaba en Cajamarca. Cuando Pizarro vio el inmenso campamento inca temió que sus hombres sufrieran una emboscada y envió a su hermano Hernando Pizarro con otros veinte jinetes y otro intérprete. Soto y Hernando Pizarro llegaron ante el palacete del inca y requirieron su presencia. Atahualpa les recibió y prometió ir a Cajamarca al día siguiente.

### Masacre y captura en Cajamarca

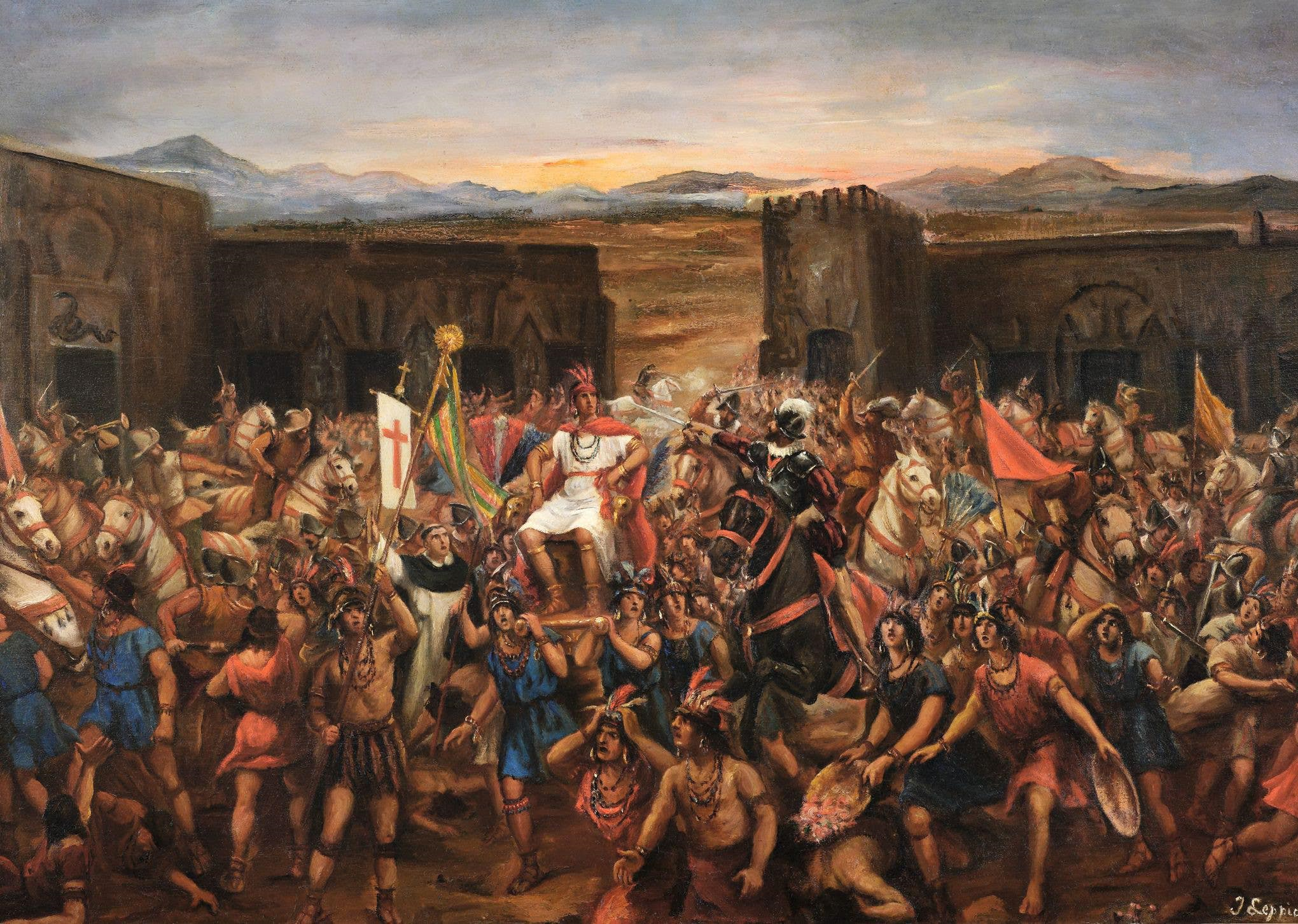
Óleo de Juan B. Lepiani que representa la captura de Atahualpa en Cajamarca.

Al día siguiente los españoles tramaron una celada para capturar al inca utilizando el factor sorpresa. Pizarro, que conocía otros episodios de la conquista española de América, sabía lo importante que era la captura del caudillo indígena para allanar el camino del triunfo. Los españoles esperaron la llegada de Atahualpa escondidos en los principales edificios de la plaza de Cajamarca. Sobre una pequeña torre que dominaba la plaza se apostó Pedro de Candía con ocho o nueve arcabuceros y un falconete (cañón pequeño).

El plan de Atahualpa era capturar a los españoles. Confiando en la abrumadora superioridad de su ejército no creyó que fuera necesario luchar con armas, pensó que mostrar su poder sería suficiente para que los españoles se rindieran aunque dispuso que Rumiñahui junto a 20000 soldados se apostasen a las afueras de Cajamarca con sogas para actuar una vez dada la señal. Atahualpa llegó a la plaza de Cajamarca sobre una litera transportada por sus servidores, acompañado por un séquito de entre 6000 y 7000 personas que incluía bailarines, nobles y guardias. Encontró la plaza vacía y uno de sus capitanes le dijo que los españoles se habían escondido en los galpones porque estaban asustados.

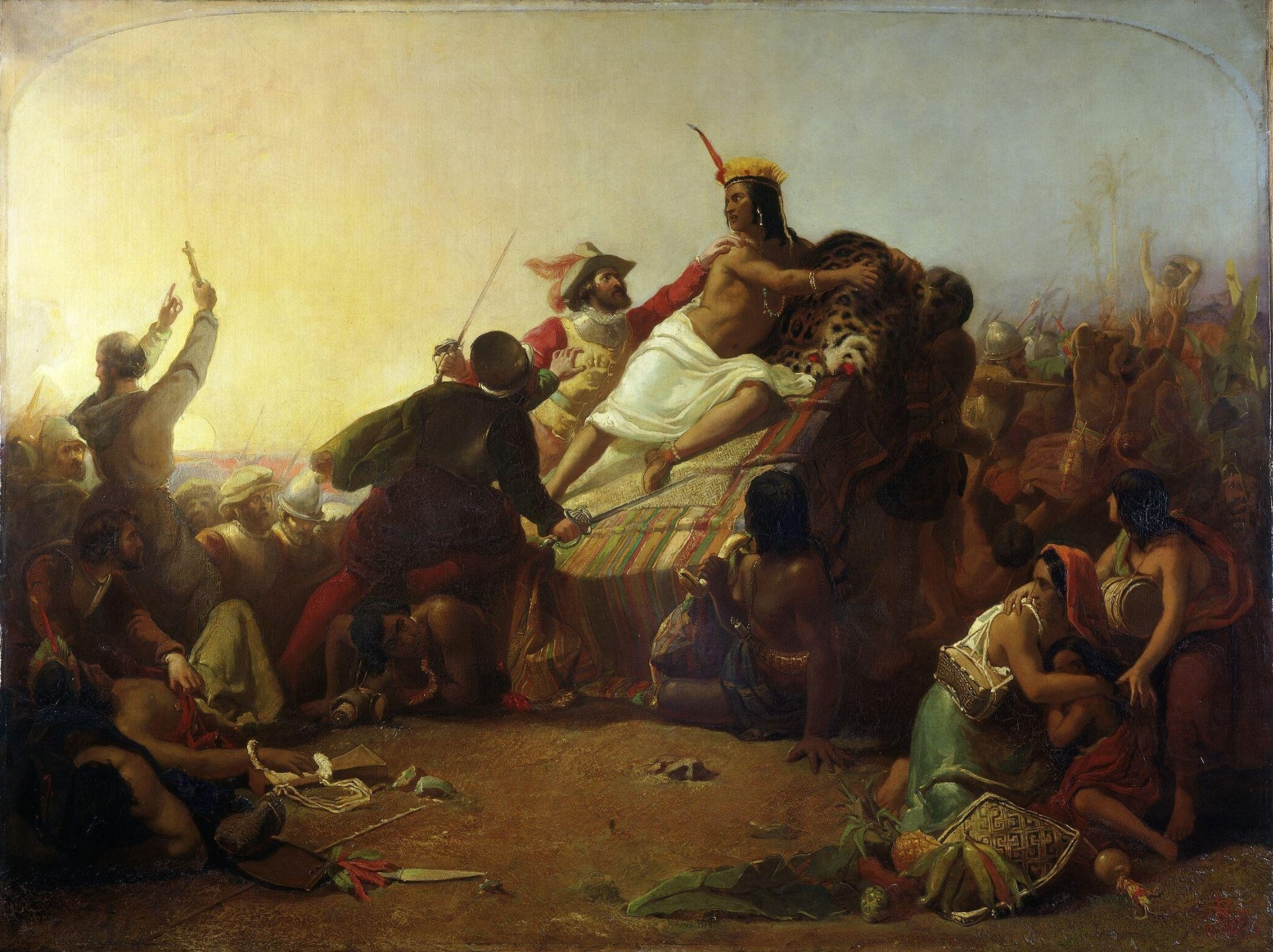
Pintura que representa a Pizarro capturando a Atahualpa y salvándole de morir a manos de un soldado español.

El fraile Vicente de Valverde, acompañado por el soldado Hernando de Aldana y un intérprete, se dirigió a Atahualpa. Valverde, con un breviario abierto en la mano, inició una ceremonia de Requerimiento, pidiendo al inca que aceptara el cristianismo como religión verdadera y se sometiera a la autoridad del rey Carlos I de España y del papa Clemente VII. Atahualpa pidió al fraile que le entregara el breviario, lo examinó y lo arrojó al suelo, mostrando desprecio. Luego dijo a Valverde que los españoles debían pagar todo lo que habían robado de su imperio. El fraile, asustado, se alejó corriendo, seguido de Aldana y del intérprete, al tiempo que gritaba a Pizarro: «¡Qué hace vuestra merced, que Atahualpa está hecho un Lucifer!»
Pizarro dio entonces la señal de ataque. Los soldados de la torre dispararon el falconete y los arcabuces y la caballería atacó a los sorprendidos incas. Los caballos causaron pánico a los indígenas, que intentaron huir de la plaza. En su huida formaron pirámides humanas para llegar a lo alto del muro que rodeaba la plaza y muchos murieron asfixiados por la aglomeración. Finalmente el muro se derrumbó debido a la enorme presión y los sobrevivientes huyeron por la campiña. Los jinetes españoles les persiguieron y mataron a todos los que pudieron. El cronista Francisco de Jerez calcula que los españoles masacraron a unos 2000 nativos, que no se defendieron. Entre las víctimas se hallaban el señor de Chincha y varios capitanes y nobles incaicos.
Mientras los soldados mataban a los indígenas, el inca seguía sobre la litera transportada por sus sirvientes. Cuando unos sirvientes morían, otros se apresuraban a reemplazarlos. Un soldado español intentó herir al inca de un cuchillazo, pero Pizarro se interpuso (lastimándose la mano al hacerlo) y ordenó que «nadie hiera al indio so pena de la vida». Por fin cayó la litera y el inca fue capturado por el español Andrés Contero y llevado preso.Rumiñahui, mientras esperaba la señal, al ver que el muro se derrumbó huyó.

## Prisión
Estando prisionero en un edificio de Cajamarca, Atahualpa se mostraba desenvuelto, alegre y conversador con los españoles. Sus captores le permitieron tener comodidades y ser atendido por sus servidores y sus mujeres. Le dejaron también que continuara administrando su imperio. Muchos curacas acudían a la prisión a tener audiencia con él.
Atahualpa cenaba todas las noches con Francisco Pizarro y conversaba con él a través de un intérprete. Hizo amistad con Hernando Pizarro. Demostraba tener una inteligencia superior; hacía preguntas que admiraban a los españoles y hablaba con agudeza. Aprendió un poco de español. El cronista Pedro Cieza de León afirma que también aprendió a jugar al ajedrez, aunque Felipe Guamán Poma de Ayala dice que se trataba de la taptana, un juego de mesa inca.
En una de esas conversaciones Francisco Pizarro se enteró de que los seguidores de Atahualpa tenían a Huáscar prisionero cerca del Cuzco. Pizarro hizo prometer a Atahualpa que no mataría a su hermano y le pidió que lo hiciera llevar a Cajamarca. Atahualpa ordenó que le llevaran a Huáscar, pero este fue asesinado durante el trayecto por sus propios custodios. Se cree que Atahualpa ordenó su muerte porque temía que se entendiese con los españoles, pero él negó siempre haber sido el responsable del crimen y lo achacó a sus capitanes.

## Rescate

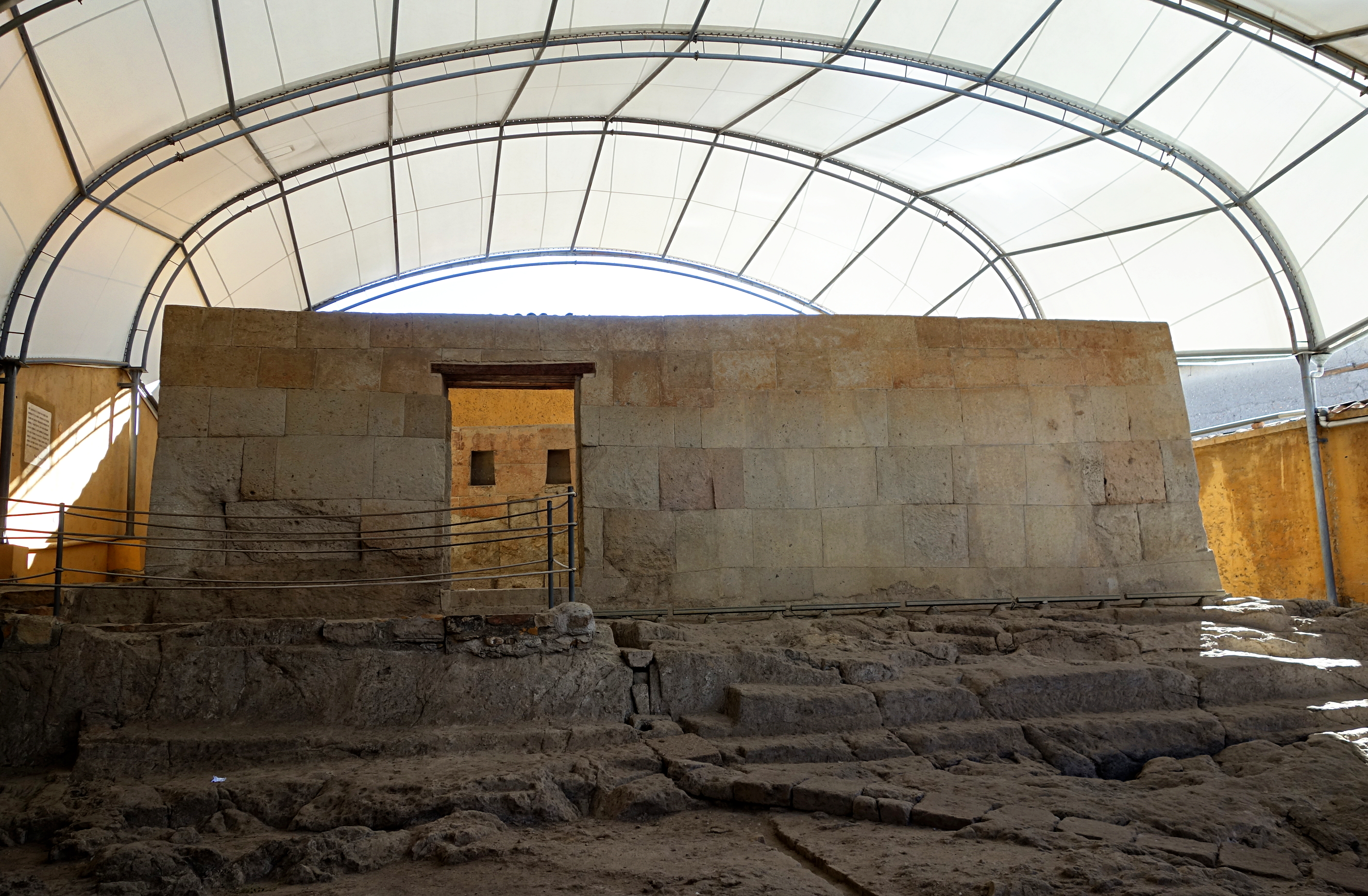
El Cuarto del Rescate (Cajamarca), habitación donde estuvo prisionero Atahualpa.

Atahualpa se dio cuenta de que los metales preciosos tenían un gran valor para los españoles y les ofreció una gran cantidad de oro y plata a cambio de su libertad: ofreció llenar con piezas de oro la sala donde se hallaba, hasta donde alcanzara su mano alzada; y dos veces la misma sala, con objetos de plata. La sala, conocida ahora como el Cuarto del Rescate, medía 6,70 metros (22 pies) de largo y 5,18 metros (17 pies) de ancho, según el cronista Francisco de Jerez. Atahualpa prometió reunir el rescate en un plazo de dos meses. Pizarro aceptó y plasmó la promesa por escrito en un acta ante escribano.
Atahualpa mandó la orden a todo el imperio inca de que enviasen la mayor cantidad posible de oro y plata a Cajamarca. En los días siguientes fueron llegando los primeros cargamentos. Dos contingentes de españoles fueron a Pachacámac y al Cuzco para acelerar el acarreo.
En mayo de 1533, antes de que se llenaran las habitaciones, los españoles empezaron a fundir las piezas de oro y plata, a excepción del trono del inca, que quedó en poder de Francisco Pizarro. El 17 de junio, terminada la fundición, Pizarro ordenó y presidió el reparto del botín. La suma total era de 1 326 539 pesos de oro y 51 610 marcos de plata. Cada uno de los españoles de Cajamarca, desde los capitanes hasta los soldados de a pie, recibió una fortuna.

## Proceso

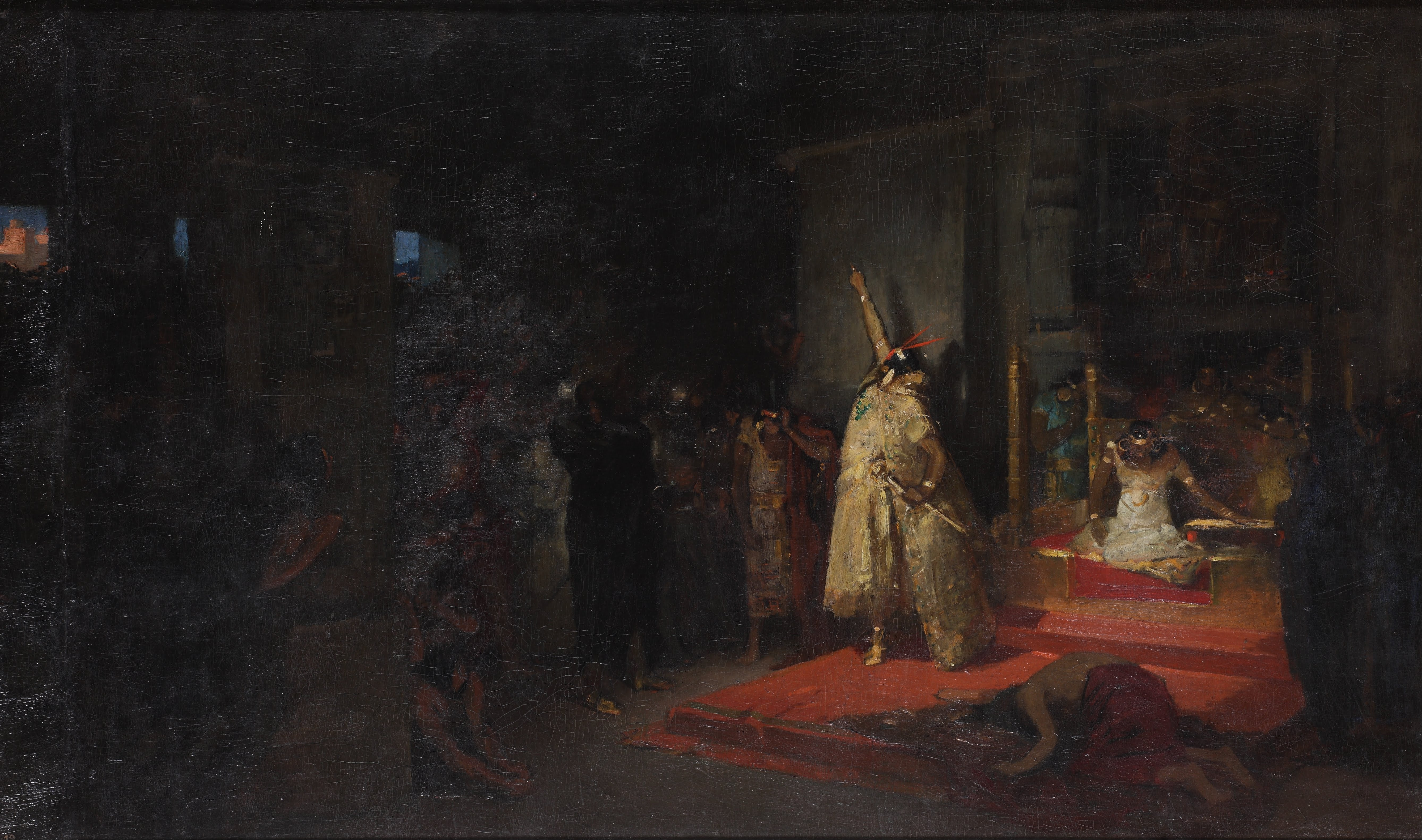
El Rescate de Atahualpa, pintura de Carlos Baca-Flor que representa la negociación del rescate de Atahualpa. El inca indica la cantidad de oro y plata «hasta donde alcanza su mano».

Todo indica que Pizarro nunca tuvo en sus planes dejar en libertad al inca. La situación de los españoles era angustiosa, pues temían un ataque indígena. Por entonces llegó a Cajamarca el socio de Pizarro, Diego de Almagro, al frente de una hueste de 150 españoles. Al descubrir que no recibiría nada del rescate, Almagro presionó para eliminar al inca y continuar la marcha hacia el sur en búsqueda de nuevas fuentes de riqueza. La mayoría de los españoles estaban de acuerdo con Almagro, pero dos capitanes, Hernando Pizarro y Hernando de Soto, defendieron la vida de Atahualpa. Francisco Pizarro alejó a ambos para poder deshacerse de Atahualpa sin obstáculos. Envió a su hermano Hernando a entregar el Quinto Real (un tributo) a España. A Hernando de Soto lo envió a Huamachuco al mando de un contingente con la misión de someter a los indios que hallara en pie de guerra. Tras la marcha de ambos capitanes Pizarro abrió un proceso al inca para tener una justificación para matarle.
Atahualpa fue juzgado por un consejo de guerra presidido por el propio Pizarro. Probablemente los otros integrantes fueron el escribano Pedro Sánchez de la Hoz, el tesorero Alonso de Riquelme, el alcalde mayor Juan de Porras, el fraile Vicente de Valverde, y algunos capitanes. También estuvieron presentes un fiscal, un defensor del reo y diez testigos. El juicio fue sumario: se inició el 25 de julio y terminó al amanecer del día siguiente. Se sospecha que las respuestas de Atahualpa y las declaraciones de los testigos fueron amañadas y modificadas por el intérprete, que odiaba al inca.
Según Garcilaso de la Vega, las preguntas que se formularon durante el proceso fueron las siguientes:

¿Qué mujeres tuvo Huayna Cápac?
¿Era Huáscar hijo legítimo y Atahualpa bastardo?
¿Tuvo Huayna Cápac otros hijos aparte de los citados?
¿Cómo llegó Atahualpa a adueñarse del Imperio?
¿Fue Huáscar declarado heredero de su padre o este le destituyó?
¿Cuándo y cómo tuvo lugar la muerte de Huáscar?
¿Atahualpa forzaba a sus súbditos a sacrificar a sus dioses mujeres y niños?
¿Fueron justas las guerras que promovió y en las que murió mucha gente?
¿Derrochó las riquezas del Imperio?
¿Favoreció a sus parientes en estos derroches?
Hallándose preso, ¿dio órdenes para que se diese muerte a los españoles?

Atahualpa fue hallado culpable de idolatría, herejía, regicidio, fratricidio, traición, poligamia e incesto; y fue condenado a morir quemado en la hoguera. La sentencia se dio al terminar el juicio y su ejecución se programó para ese mismo día. Atahualpa, que no entendía de qué lo acusaban, solicitó hablar en privado con Pizarro, pero este se negó.
El historiador José Antonio del Busto considera que Pizarro se vio presionado por las circunstancias para firmar la sentencia de muerte y cita el testimonio del cronista Pedro Pizarro (sobrino y paje del conquistador), que en su crónica dice: «yo vi llorar al marqués [Francisco Pizarro] de pesar de no poderle dar la vida.»

## Muerte

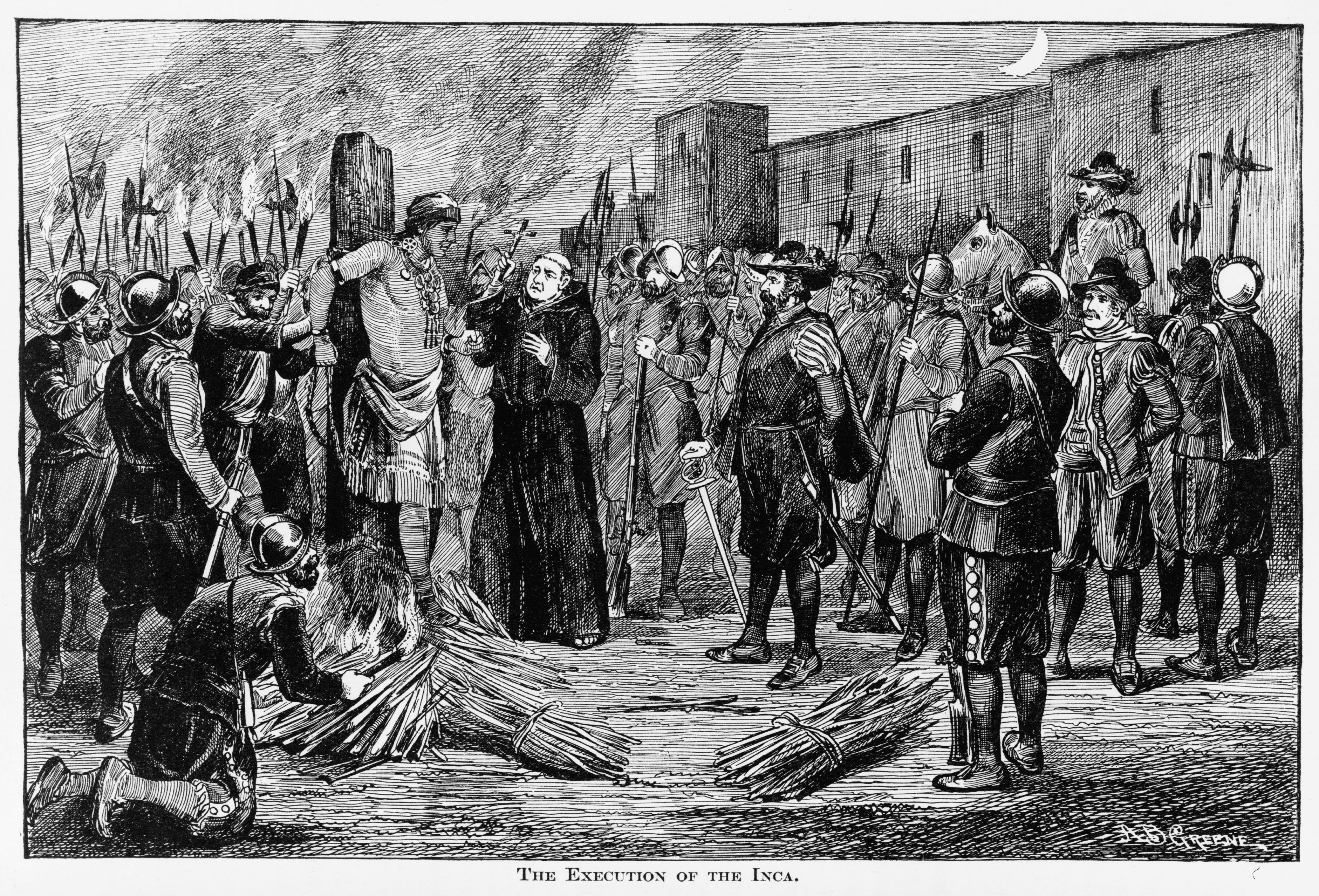
Ejecución de Atahualpa, según grabado del siglo.

En la noche del 26 de julio de 1533, Atahualpa fue llevado al centro de la plaza de Cajamarca. Rodeado por los soldados españoles y el cura Valverde, le ataron a un tronco clavado en el medio de la plaza y arrimaron leños a sus pies. Un español se acercó con una tea encendida. Atahualpa, al ver que lo iban a quemar, se alarmó, pues según la religión incaica, su cuerpo debía ser embalsamado para lograr su resurrección en el otro mundo, lo cual no sería posible si era consumido por las llamas. Dialogó entonces con Valverde, que le ofreció como alternativa ser bautizado como cristiano y luego ahorcado en el garrote vil; de esa manera su cuerpo podría ser enterrado. Atahualpa aceptó y allí mismo le bautizaron con el nombre cristiano de Francisco. A continuación le estrangularon. Este proceso fue reprobado por Carlos I.

## Exequias

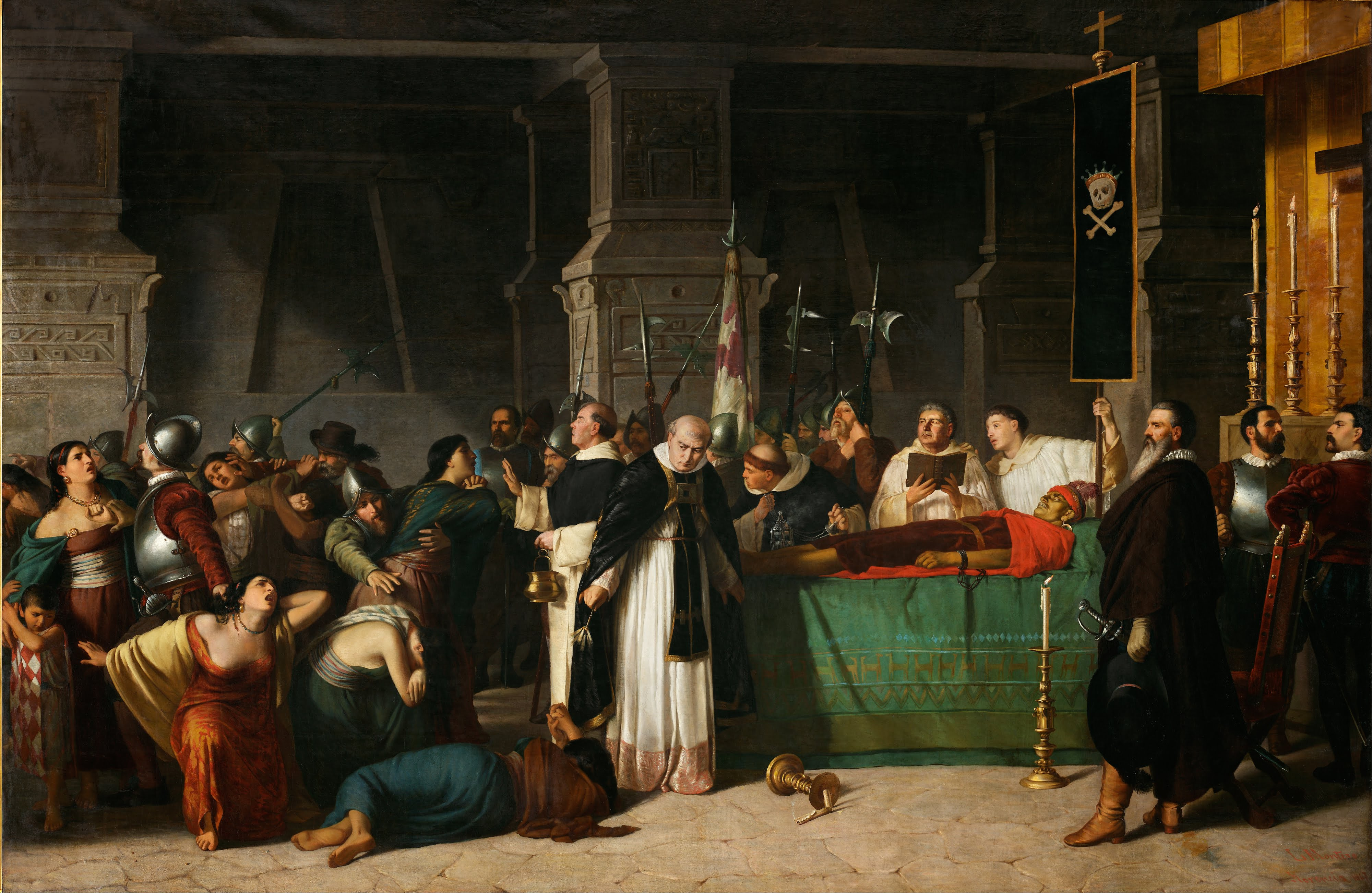
Los funerales de Atahualpa, pintura de Luis Montero que representa a Atahualpa muerto.

Al día siguiente el cuerpo de Atahualpa fue retirado de la picota y llevado con gran ceremonial a la iglesia para rezarle los oficios de difuntos y darle sepultura cristiana.El cadáver fue depositado en un catafalco delante del altar mayor y los religiosos españoles (entre ellos Valverde) cantaron las preces del rito. En la iglesia se hallaban todos los españoles, incluido el gobernador Pizarro, que estaba vestido de luto por tratarse del funeral de un rey. Todos rezaron ante el muerto. Según el cronista-soldado Miguel de Estete, durante la ceremonia un grupo de mujeres formado por hermanas, esposas y criadas de Atahualpa, entraron en la iglesia y se ofrecieron a enterrarse vivas con el monarca muerto, ya que esa era la costumbre en el funeral de un inca. Los españoles respondieron que Atahualpa había muerto como cristiano y que esa costumbre era contraria a las doctrinas de la cristiandad. Pero las mujeres no se conformaron. Se mordieron las muñecas, se desgarraron los pechos, y finalmente se ahorcaron con sus cabellos. Pizarro salió de la iglesia para poner orden y evitar que se produjeran más suicidios.Atahualpa fue enterrado en la iglesia de Cajamarca, pero unos días después su cadáver desapareció. Probablemente sus súbditos se llevaron el cuerpo para momificarlo y enterrarlo. Según la creencia popular, al conservarse su momia se mantiene la esperanza de su retorno. En este sentido, según la historiadora ecuatoriana Tamara Estupiñan, los restos momificados  fueron trasladados por Rumiñahui a Ecuador. En específico se ha descubierto un sitio ceremonial en Cotopaxi, denominado Malqui Machay, conocida como la última morada de Atahualpa.

## Tras su muerte
Tras la muerte de Atahualpa muchas etnias huascaristas que hasta entonces habían estado dominadas por el imperio inca se sublevaron e intentaron recuperar su independencia. Los incas partidarios de Huáscar, encabezados por Manco Inca (otro de los hijos de Huayna Cápac), se unieron a los españoles para derrotar a Chalcuchímac, Quizquiz y los demás partidarios de Atahualpa.

## Descendencia

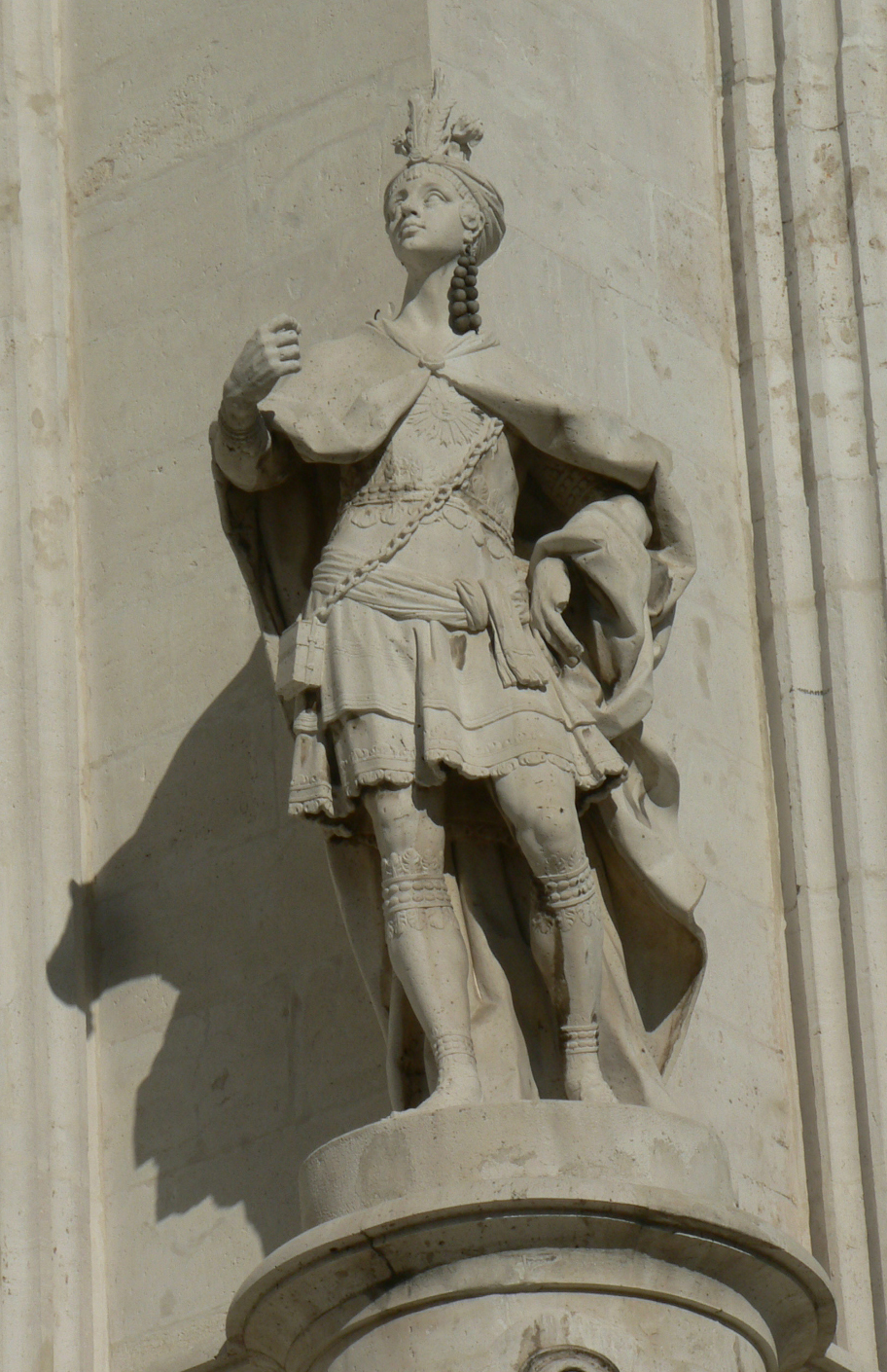
Estatua de Atahualpa en el Palacio Real de Madrid.

Según documentos de la época colonial, Atahualpa tuvo numerosos hijos, tanto de sus esposas como de sus concubinas, pero solo se ha podido identificar a algunos.
El cronista Juan de Velasco afirma que su primera mujer fue Mama Cori Duchicela, que era su hermana hija de su padre Huayna Cápac y de la princesa Paccha Duchicela, con la que tuvo a su primogénito Huallca Cápac. Huallca Cápac sucedió a su padre en el trono de Quitu siendo un niño. El general inca Rumiñahui usurpó el trono y mató a algunos hijos de Atahualpa. Pero el hijo de Huallca Capac, Cacha Duchicela Atabalipa regresaría a Quitu y se volvería XIX Sinshi Del Reino De Quitu. 
Varias de las mujeres de Atahualpa y once de sus hijos se refugiaron en la región de los Yumbos, al oeste de Quito, donde los descubrió Sebastián de Belalcázar, el conquistador de Quito, que los tomó bajo su protección. Según el historiador Federico González Suárez, Diego de Almagro rescató a tres hijos varones de Atahualpa a manos del curaca de Chillo.
Pizarro prometió a Atahualpa que velaría por sus hijos, que aún eran niños. En cumplimiento de esa promesa hizo que un grupo de ellos fuera acogido en el convento de Santo Domingo del Cuzco y otro en el convento de San Francisco de Quito. Tres de los que estuvieron en el convento cuzqueño fueron Diego Ilaquita, Francisco Ninancoro y Juan Quispe Túpac; tres de los que estuvieron en el convento quiteño fueron Carlos, Felipe y Francisco Túpac Atauchi. Dos hijas, María e Isabel, acompañaron a sus hermanos en Cuzco, pero fuera del convento.
En abril de 1555 Diego Ilaquita, Francisco Ninancoro y Juan Quispi Túpac se presentaron ante la Real Audiencia de Lima, afirmaron ser hijos de Atahualpa y de las ñustas Chuqui Suyo (Chuquesuyo), Chumbi Carhua (Chumbicarua) y Nance Coca (Nançe Cuca) respectivamente, y solicitaron que se les reconociera esta filiación. Lograron el reconocimiento de su legitimidad gracias a la intermediación de fray Domingo de Santo Tomás, que viajó hasta la corte para informar al rey. El virrey Andrés Hurtado de Mendoza estableció dos pensiones de 600 pesos para Diego Ilaquita y Francisco Ninancoro, Juan Quispe Túpac había fallecido. Los frailes franciscanos de Quito también lograron rentas a cuenta de las cajas reales para Carlos y Francisco Túpac Atauchi. No se sabe qué ocurrió con Felipe.
Francisco Túpac Atauchi llegó a ser un hombre rico, poseedor de muchas propiedades en la región de Quito. Tuvo dos hijos: Juana y Carlos. Carlos viajó a Madrid para intentar mejorar su fortuna por favor del rey, pero llevó una vida disipada y falleció en 1589 en una cárcel pública a la que había ido a parar debido a sus deudas.
El cronista Martín de Murúa cuenta que una de las hijas de Atahualpa, quizá María, se casó con el español Blas Gómez.

## Mito de su retorno

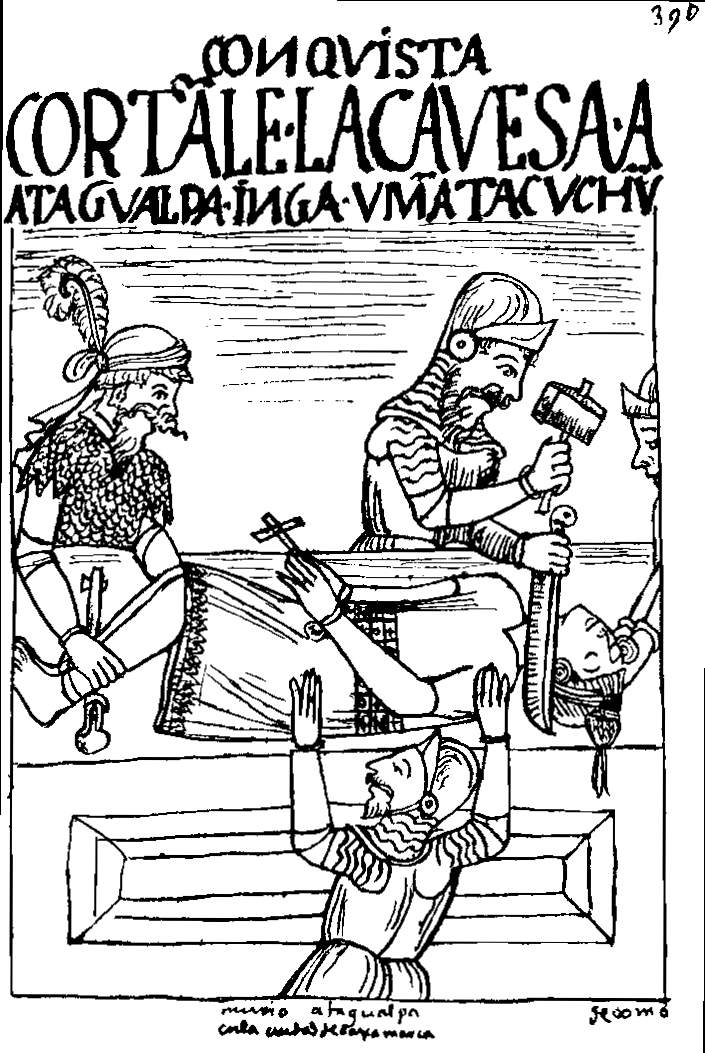
Dibujo de Felipe Guamán Poma de Ayala que representa la muerte de Atahualpa según una versión indígena que afirmaba que el inca había sido decapitado y descuartizado. Esta versión fue adoptada por el mito del Inkarri.

Entre algunos pueblos indígenas del Perú y los huilliches del sur de Chile se cree que Atahualpa retornará un día para gobernarlos con justicia y darles bienestar. En el Perú esta creencia se conoce como el mito del Inkarri y en Chile como el mito del rey inca Atahualpa. Según este mito el inca fue descuartizado y su cabeza enterrada en Cuzco, pero sus cabellos siguen creciendo en la dirección de los demás miembros y un día el cuerpo volverá a integrarse y Atahualpa regresará para restaurar el orden del mundo andino quebrado por la invasión española. Es una especie de mesianismo andino, influenciado por el cristianismo.
| \| \| \| \| \| \| \| \| \| \| \| \| \| \| \| \| \| \| \| \| 16. Huiracocha Inca \| \| \| \| \| \| \| \| \| \| \| \| \| \| \| \| \| \| \| \| \| \| \| \| \| \| \| \| \| \| \| \| \| \| \| \| \| \| \| \| \| \| \| \| \| \| \| \| \| \| \| \| \| \| 8. Pachacútec \| \| \| \| \| \| \| \| \| \| \| \| \| \| \| \| \| \| \| \| \| \| \| \| \| \| \| \| \| \| \| \| \| \| \| \| \| \| \| \| \| \| \| \| \| \| \| \| \| \| \| \| \| \| 17. Mama Runtu \| \| \| \| \| \| \| \| \| \| \| \| \| \| \| \| \| \| \| \| \| \| \| \| \| \| \| \| \| \| \| \| \| \| \| \| \| \| \| \| \| \| \| \| \| \| \| \| \| \| \| \| \| \| 4. Túpac Yupanqui \| \| \| \| \| \| \| \| \| \| \| \| \| \| \| \| \| \| \| \| \| \| \| \| \| \| \| \| \| \| \| \| \| \| \| \| \| \| \| \| \| \| \| \| \| \| \| \| \| \| \| \| \| \| 18. Huiracocha Inca \| \| \| \| \| \| \| \| \| \| \| \| \| \| \| \| \| \| \| \| \| \| \| \| \| \| \| \| \| \| \| \| \| \| \| \| \| \| \| \| \| \| \| \| \| \| \| \| \| \| \| \| \| \| 9. Mama Anahuarque \| \| \| \| \| \| \| \| \| \| \| \| \| \| \| \| \| \| \| \| \| \| \| \| \| \| \| \| \| \| \| \| \| \| \| \| \| \| \| \| \| \| \| \| \| \| \| \| \| \| \| \| \| \| 19. Mama Runtu \| \| \| \| \| \| \| \| \| \| \| \| \| \| \| \| \| \| \| \| \| \| \| \| \| \| \| \| \| \| \| \| \| \| \| \| \| \| \| \| \| \| \| \| \| \| \| \| \| \| \| \| \| \| 2. Huayna Cápac \| \| \| \| \| \| \| \| \| \| \| \| \| \| \| \| \| \| \| \| \| \| \| \| \| \| \| \| \| \| \| \| \| \| \| \| \| \| \| \| \| \| \| \| \| \| \| \| \| \| \| \| \| \| 20. Huiracocha Inca \| \| \| \| \| \| \| \| \| \| \| \| \| \| \| \| \| \| \| \| \| \| \| \| \| \| \| \| \| \| \| \| \| \| \| \| \| \| \| \| \| \| \| \| \| \| \| \| \| \| \| \| \| \| 10. Pachacútec \| \| \| \| \| \| \| \| \| \| \| \| \| \| \| \| \| \| \| \| \| \| \| \| \| \| \| \| \| \| \| \| \| \| \| \| \| \| \| \| \| \| \| \| \| \| \| \| \| \| \| \| \| \| 21. Mama Runtu \| \| \| \| \| \| \| \| \| \| \| \| \| \| \| \| \| \| \| \| \| \| \| \| \| \| \| \| \| \| \| \| \| \| \| \| \| \| \| \| \| \| \| \| \| \| \| \| \| \| \| \| \| \| 5. Mama Ocllo Coya \| \| \| \| \| \| \| \| \| \| \| \| \| \| \| \| \| \| \| \| \| \| \| \| \| \| \| \| \| \| \| \| \| \| \| \| \| \| \| \| \| \| \| \| \| \| \| \| \| \| \| \| \| \| 22. Huiracocha Inca \| \| \| \| \| \| \| \| \| \| \| \| \| \| \| \| \| \| \| \| \| \| \| \| \| \| \| \| \| \| \| \| \| \| \| \| \| \| \| \| \| \| \| \| \| \| \| \| \| \| \| \| \| \| 11. Mama Anahuarque \| \| \| \| \| \| \| \| \| \| \| \| \| \| \| \| \| \| \| \| \| \| \| \| \| \| \| \| \| \| \| \| \| \| \| \| \| \| \| \| \| \| \| \| \| \| \| \| \| \| \| \| \| \| 23. Mama Runtu \| \| \| \| \| \| \| \| \| \| \| \| \| \| \| \| \| \| \| \| \| \| \| \| \| \| \| \| \| \| \| \| \| \| \| \| \| \| \| \| \| \| \| \| \| \| \| \| \| \| \| \| \| \| 1. Atahualpa Inca Yupanqui \| \| \| \| \| \| \| \| \| \| \| \| \| \| \| \| \| \| \| \| \| \| \| \| \| \| \| \| \| \| \| \| \| \| \| \| \| \| \| \| \| \| \| \| \| \| \| \| \| \| \| \| \| \| 24. Huiracocha Inca \| \| \| \| \| \| \| \| \| \| \| \| \| \| \| \| \| \| \| \| \| \| \| \| \| \| \| \| \| \| \| \| \| \| \| \| \| \| \| \| \| \| \| \| \| \| \| \| \| \| \| \| \| \| 12. Pachacútec \| \| \| \| \| \| \| \| \| \| \| \| \| \| \| \| \| \| \| \| \| \| \| \| \| \| \| \| \| \| \| \| \| \| \| \| \| \| \| \| \| \| \| \| \| \| \| \| \| \| \| \| \| \| 25. Mama Runtu \| \| \| \| \| \| \| \| \| \| \| \| \| \| \| \| \| \| \| \| \| \| \| \| \| \| \| \| \| \| \| \| \| \| \| \| \| \| \| \| \| \| \| \| \| \| \| \| \| \| \| \| \| \| 6. Yamque Yupanqui \| \| \| \| \| \| \| \| \| \| \| \| \| \| \| \| \| \| \| \| \| \| \| \| \| \| \| \| \| \| \| \| \| \| \| \| \| \| \| \| \| \| \| \| \| \| \| \| \| \| \| \| \| \| 26. Huiracocha Inca \| \| \| \| \| \| \| \| \| \| \| \| \| \| \| \| \| \| \| \| \| \| \| \| \| \| \| \| \| \| \| \| \| \| \| \| \| \| \| \| \| \| \| \| \| \| \| \| \| \| \| \| \| \| 13. Mama Anahuarque \| \| \| \| \| \| \| \| \| \| \| \| \| \| \| \| \| \| \| \| \| \| \| \| \| \| \| \| \| \| \| \| \| \| \| \| \| \| \| \| \| \| \| \| \| \| \| \| \| \| \| \| \| \| 27. Mama Runtu \| \| \| \| \| \| \| \| \| \| \| \| \| \| \| \| \| \| \| \| \| \| \| \| \| \| \| \| \| \| \| \| \| \| \| \| \| \| \| \| \| \| \| \| \| \| \| \| \| \| \| \| \| \| 3. Mama Palla Chimpu Tucto Ocllo Coca \| \| \| \| \| \| \| \| \| \| \| \| \| \| \| \| \| \| \| \| \| \| \| \| \| \| \| \| \| \| \| \| \| \| \| \| \| \| \| \| \| \| \| \| \| \| \| \| \| \| \| \| \| \| 28. Huiracocha Inca \| \| \| \| \| \| \| \| \| \| \| \| \| \| \| \| \| \| \| \| \| \| \| \| \| \| \| \| \| \| \| \| \| \| \| \| \| \| \| \| \| \| \| \| \| \| \| \| \| \| \| \| \| \| 14. Pachacútec \| \| \| \| \| \| \| \| \| \| \| \| \| \| \| \| \| \| \| \| \| \| \| \| \| \| \| \| \| \| \| \| \| \| \| \| \| \| \| \| \| \| \| \| \| \| \| \| \| \| \| \| \| \| 29. Mama Runtu \| \| \| \| \| \| \| \| \| \| \| \| \| \| \| \| \| \| \| \| \| \| \| \| \| \| \| \| \| \| \| \| \| \| \| \| \| \| \| \| \| \| \| \| \| \| \| \| \| \| \| \| \| \| 7. Doña Llapcho \| \| \| \| \| \| \| \| \| \| \| \| \| \| \| \| \| \| \| \| \| \| \| \| \| \| \| \| \| \| \| \| \| \| \| \| \| \| \| \| \| \| \| \| \| \| \| \| \| \| \| \| \| \| 30. Huiracocha Inca \| \| \| \| \| \| \| \| \| \| \| \| \| \| \| \| \| \| \| \| \| \| \| \| \| \| \| \| \| \| \| \| \| \| \| \| \| \| \| \| \| \| \| \| \| \| \| \| \| \| \| \| \| \| 15. Mama Anahuarque \| \| \| \| \| \| \| \| \| \| \| \| \| \| \| \| \| \| \| \| \| \| \| \| \| \| \| \| \| \| \| \| \| \| \| \| \| \| \| \| \| \| \| \| \| \| \| \| \| \| \| \| \| \| 31. Mama Runtu \| \| \| \| \| \| \| \| \| \| \| \| \| \| \| \| \| \| \| \| \| \| \| \| \| \| \| \| \| \| \| \| \| \| \| \| \| \| \| \| \| \| \| \| \| \| \| \| \| \| \| \| |                                       |  |  |  |  |  |  |  |  |  |  |  |  |  |  |  |
| |                                       |  |  |  |  |  |  |  |  |  |  |  |  |  |  |  |
| | 16. Huiracocha Inca                   |  |  |  |  |  |  |  |  |  |  |  |  |  |  |  |
| |                                       |  |  |  |  |  |  |  |  |  |  |  |  |  |  |  |
| |                                       |  |  |  |  |  |  |  |  |  |  |  |  |  |  |  |
| | 8. Pachacútec                         |  |  |  |  |  |  |  |  |  |  |  |  |  |  |  |
| |                                       |  |  |  |  |  |  |  |  |  |  |  |  |  |  |  |
| |                                       |  |  |  |  |  |  |  |  |  |  |  |  |  |  |  |
| | 17. Mama Runtu                        |  |  |  |  |  |  |  |  |  |  |  |  |  |  |  |
| |                                       |  |  |  |  |  |  |  |  |  |  |  |  |  |  |  |
| |                                       |  |  |  |  |  |  |  |  |  |  |  |  |  |  |  |
| | 4. Túpac Yupanqui                     |  |  |  |  |  |  |  |  |  |  |  |  |  |  |  |
| |                                       |  |  |  |  |  |  |  |  |  |  |  |  |  |  |  |
| |                                       |  |  |  |  |  |  |  |  |  |  |  |  |  |  |  |
| | 18. Huiracocha Inca                   |  |  |  |  |  |  |  |  |  |  |  |  |  |  |  |
| |                                       |  |  |  |  |  |  |  |  |  |  |  |  |  |  |  |
| |                                       |  |  |  |  |  |  |  |  |  |  |  |  |  |  |  |
| | 9. Mama Anahuarque                    |  |  |  |  |  |  |  |  |  |  |  |  |  |  |  |
| |                                       |  |  |  |  |  |  |  |  |  |  |  |  |  |  |  |
| |                                       |  |  |  |  |  |  |  |  |  |  |  |  |  |  |  |
| | 19. Mama Runtu                        |  |  |  |  |  |  |  |  |  |  |  |  |  |  |  |
| |                                       |  |  |  |  |  |  |  |  |  |  |  |  |  |  |  |
| |                                       |  |  |  |  |  |  |  |  |  |  |  |  |  |  |  |
| | 2. Huayna Cápac                       |  |  |  |  |  |  |  |  |  |  |  |  |  |  |  |
| |                                       |  |  |  |  |  |  |  |  |  |  |  |  |  |  |  |
| |                                       |  |  |  |  |  |  |  |  |  |  |  |  |  |  |  |
| | 20. Huiracocha Inca                   |  |  |  |  |  |  |  |  |  |  |  |  |  |  |  |
| |                                       |  |  |  |  |  |  |  |  |  |  |  |  |  |  |  |
| |                                       |  |  |  |  |  |  |  |  |  |  |  |  |  |  |  |
| | 10. Pachacútec                        |  |  |  |  |  |  |  |  |  |  |  |  |  |  |  |
| |                                       |  |  |  |  |  |  |  |  |  |  |  |  |  |  |  |
| |                                       |  |  |  |  |  |  |  |  |  |  |  |  |  |  |  |
| | 21. Mama Runtu                        |  |  |  |  |  |  |  |  |  |  |  |  |  |  |  |
| |                                       |  |  |  |  |  |  |  |  |  |  |  |  |  |  |  |
| |                                       |  |  |  |  |  |  |  |  |  |  |  |  |  |  |  |
| | 5. Mama Ocllo Coya                    |  |  |  |  |  |  |  |  |  |  |  |  |  |  |  |
| |                                       |  |  |  |  |  |  |  |  |  |  |  |  |  |  |  |
| |                                       |  |  |  |  |  |  |  |  |  |  |  |  |  |  |  |
| | 22. Huiracocha Inca                   |  |  |  |  |  |  |  |  |  |  |  |  |  |  |  |
| |                                       |  |  |  |  |  |  |  |  |  |  |  |  |  |  |  |
| |                                       |  |  |  |  |  |  |  |  |  |  |  |  |  |  |  |
| | 11. Mama Anahuarque                   |  |  |  |  |  |  |  |  |  |  |  |  |  |  |  |
| |                                       |  |  |  |  |  |  |  |  |  |  |  |  |  |  |  |
| |                                       |  |  |  |  |  |  |  |  |  |  |  |  |  |  |  |
| | 23. Mama Runtu                        |  |  |  |  |  |  |  |  |  |  |  |  |  |  |  |
| |                                       |  |  |  |  |  |  |  |  |  |  |  |  |  |  |  |
| |                                       |  |  |  |  |  |  |  |  |  |  |  |  |  |  |  |
| | 1. Atahualpa Inca Yupanqui            |  |  |  |  |  |  |  |  |  |  |  |  |  |  |  |
| |                                       |  |  |  |  |  |  |  |  |  |  |  |  |  |  |  |
| |                                       |  |  |  |  |  |  |  |  |  |  |  |  |  |  |  |
| | 24. Huiracocha Inca                   |  |  |  |  |  |  |  |  |  |  |  |  |  |  |  |
| |                                       |  |  |  |  |  |  |  |  |  |  |  |  |  |  |  |
| |                                       |  |  |  |  |  |  |  |  |  |  |  |  |  |  |  |
| | 12. Pachacútec                        |  |  |  |  |  |  |  |  |  |  |  |  |  |  |  |
| |                                       |  |  |  |  |  |  |  |  |  |  |  |  |  |  |  |
| |                                       |  |  |  |  |  |  |  |  |  |  |  |  |  |  |  |
| | 25. Mama Runtu                        |  |  |  |  |  |  |  |  |  |  |  |  |  |  |  |
| |                                       |  |  |  |  |  |  |  |  |  |  |  |  |  |  |  |
| |                                       |  |  |  |  |  |  |  |  |  |  |  |  |  |  |  |
| | 6. Yamque Yupanqui                    |  |  |  |  |  |  |  |  |  |  |  |  |  |  |  |
| |                                       |  |  |  |  |  |  |  |  |  |  |  |  |  |  |  |
| |                                       |  |  |  |  |  |  |  |  |  |  |  |  |  |  |  |
| | 26. Huiracocha Inca                   |  |  |  |  |  |  |  |  |  |  |  |  |  |  |  |
| |                                       |  |  |  |  |  |  |  |  |  |  |  |  |  |  |  |
| |                                       |  |  |  |  |  |  |  |  |  |  |  |  |  |  |  |
| | 13. Mama Anahuarque                   |  |  |  |  |  |  |  |  |  |  |  |  |  |  |  |
| |                                       |  |  |  |  |  |  |  |  |  |  |  |  |  |  |  |
| |                                       |  |  |  |  |  |  |  |  |  |  |  |  |  |  |  |
| | 27. Mama Runtu                        |  |  |  |  |  |  |  |  |  |  |  |  |  |  |  |
| |                                       |  |  |  |  |  |  |  |  |  |  |  |  |  |  |  |
| |                                       |  |  |  |  |  |  |  |  |  |  |  |  |  |  |  |
| | 3. Mama Palla Chimpu Tucto Ocllo Coca |  |  |  |  |  |  |  |  |  |  |  |  |  |  |  |
| |                                       |  |  |  |  |  |  |  |  |  |  |  |  |  |  |  |
| |                                       |  |  |  |  |  |  |  |  |  |  |  |  |  |  |  |
| | 28. Huiracocha Inca                   |  |  |  |  |  |  |  |  |  |  |  |  |  |  |  |
| |                                       |  |  |  |  |  |  |  |  |  |  |  |  |  |  |  |
| |                                       |  |  |  |  |  |  |  |  |  |  |  |  |  |  |  |
| | 14. Pachacútec                        |  |  |  |  |  |  |  |  |  |  |  |  |  |  |  |
| |                                       |  |  |  |  |  |  |  |  |  |  |  |  |  |  |  |
| |                                       |  |  |  |  |  |  |  |  |  |  |  |  |  |  |  |
| | 29. Mama Runtu                        |  |  |  |  |  |  |  |  |  |  |  |  |  |  |  |
| |                                       |  |  |  |  |  |  |  |  |  |  |  |  |  |  |  |
| |                                       |  |  |  |  |  |  |  |  |  |  |  |  |  |  |  |
| | 7. Doña Llapcho                       |  |  |  |  |  |  |  |  |  |  |  |  |  |  |  |
| |                                       |  |  |  |  |  |  |  |  |  |  |  |  |  |  |  |
| |                                       |  |  |  |  |  |  |  |  |  |  |  |  |  |  |  |
| | 30. Huiracocha Inca                   |  |  |  |  |  |  |  |  |  |  |  |  |  |  |  |
| |                                       |  |  |  |  |  |  |  |  |  |  |  |  |  |  |  |
| |                                       |  |  |  |  |  |  |  |  |  |  |  |  |  |  |  |
| | 15. Mama Anahuarque                   |  |  |  |  |  |  |  |  |  |  |  |  |  |  |  |
| |                                       |  |  |  |  |  |  |  |  |  |  |  |  |  |  |  |
| |                                       |  |  |  |  |  |  |  |  |  |  |  |  |  |  |  |
| | 31. Mama Runtu                        |  |  |  |  |  |  |  |  |  |  |  |  |  |  |  |
| |                                       |  |  |  |  |  |  |  |  |  |  |  |  |  |  |  |
| |                                       |  |  |  |  |  |  |  |  |  |  |  |  |  |  |  |